# 高松大樹
高松 大樹（たかまつ だいき、1981年9月8日 - ）は、山口県宇部市出身の元プロサッカー選手、サッカー解説者、政治家。現役時代のポジションはフォワード。元日本代表。現大分市議会議員（2期）。

## 経歴

### プロ入り前
小学校3年生（9歳）の時にサッカーを始める。1997年、多々良学園高校（現：高川学園高校）に進学。当時のポジションはディフェンダーで、在学中の3年間、総体（インターハイ）及び選手権に連続出場。3年時の1999年、高校同期の中山元気と共にJ1（Jリーグ1部）・サンフレッチェ広島に強化指定選手として選手登録された。同年の総体では全国3位。

### プロ入り後
高校卒業の2000年、中山が広島に加入する一方、高松は当時J2に所属していた大分トリニータに加入。プロ入り当初は「2、3年現役を続けられれば良い方」と考えていたという。プロ2年目の2001年のシーズン途中に小林伸二が監督に就任すると出場機会を増やした。2002年に背番号を後のFC東京在籍時以外、引退まで背負う事となる13に変更。リーグ戦33試合に出場し、大分のJ1昇格に貢献した。
2003年に大分でレギュラーの座を掴み、同年8月、翌年のアテネオリンピックを目指すU-22日本代表に初招集された。打点の高いヘディングを武器に中山悟志からポジションを奪い、主力FWとして定着。アジア予選では平山相太の控えであったが、平山が精彩を欠くようになると、ポジション争い を制し、2004年のオリンピック本大会では全3戦に先発出場。リーグ1勝2敗のグループリーグ最下位に終わったが、個人としては2試合目のイタリア戦で1得点を挙げる結果を残した。
2005年のオフには浦和レッズから獲得オファーを受けた。田中マルクス闘莉王や田中達也、鈴木啓太など同世代の選手が在籍していたこともあり移籍へと気持ちが傾いたが、サポーターにより残留を願う署名活動があった事もあり、最終的には残留を決意した。
2006年には自己最多、J1・J2時代を含めてもリーグ戦初の2桁得点となる12得点を挙げ、同じく2桁の10得点を記録した松橋章太との2トップでこの年の大分の上位進出に貢献。年末にはA代表にも初招集され、11月15日のAFCアジアカップ2007最終予選・サウジアラビア戦で国際Aマッチ初出場も果たした。サポーターからは「ミスター・トリニータ」と呼ばれ、特別視されるようになった。2007年は一転、チームが低迷し高松自身も序盤戦は怪我の影響で調子が中々上がらなかったが、後半戦からアルビレックス新潟から鈴木慎吾が加入すると、鈴木のクロスを高松を合わせるという得点パターンが確立されゴールを量産。最終的に8得点を記録した。
2008年からはチームキャプテンに就任。これをきっかけに意識を変え、チームのことを第一に考えるようになったという。この年は両足首の負傷離脱が続き、リーグ戦はプロ入り以来初の無得点となったが、11月1日のナビスコカップ決勝・清水戦では、豪快なヘディングで 決勝点となる先制ゴールを決め、大会MVPに選出されると共にクラブに初のタイトルをもたらした。2009年も引き続きキャプテンを務めた。前年同様怪我に悩まされ、全体の得点数は3点にとどまりチームのJ2降格を食い止められなかったが、21節の名古屋戦ではロスタイムに同点弾、29節の清水戦では2得点の活躍で逆転勝利の立役者となるなど要所で活躍を見せた。
2010年、J2降格に加え前年秋に発覚した経営問題の影響により多数の主力選手が移籍し、高松自身も「今の状況なら出て行ってもらっても構わない」と伝えられたが、大分をJ2に落した責任感からすぐさま残留を決意。高松にとっては8年ぶりのJ2でのプレーとなったが、この年も故障が続き得点は昨年と同じ3という成績に終わった。
2011年、自身の高年俸の影響などにより、長身FWを求めていたFC東京に期限付き移籍。負傷離脱した平山相太に代わるFWとして期待されたが、5月14日の草津戦で、自身も右脛骨高原を骨折し離脱。シーズン終盤に復帰するも、平山・高松の不在に合わせた戦術変更が奏功したこともあり、レギュラーを奪取することはできなかった。移籍期間満了により同年限りで退団。
2012年は大分に復帰。相変わらず故障に悩まされるも強行出場を続け、主にスーパーサブとしてリーグ戦32試合、プレーオフ1試合に出場し大分のJ1復帰に貢献した。
2013年は4年振りにJ1でプレー。開幕戦こそ控えに回るも、第2節・川崎戦で森島康仁からCFのスタメンの座を奪取。以降シーズンを通し多くの試合でレギュラーとして出場した。しかし得点は第18節のアウェー・鳥栖戦を最後に途絶え、年間5得点という結果に終わった。大分はこの年限りで再びJ2降格となったが、シーズン終了してわずか5日後の12月26日に西弘則、松本昌也と共に契約更新がクラブから発表された。
2014年は、主にサブに回り先発出場は4試合に留まった。2015年も当初は同様の起用法が続いた。監督が柳田伸明に交代した後の7月12日・東京V戦にて先発出場の機会を得るとこの試合で得点をあげ、チームの14試合ぶりの勝利に貢献。その後5試合連続で先発起用された。しかしその後は負傷もあり再びサブに回った。J2・J3入れ替え戦・町田戦では2試合共に出場するが、ホームで開催された第2戦でPKを失敗する等、無得点に終わりチームのJ3降格を食い止めることができなかった。
2016年も大分に副キャプテンとして残留し、自身初のJ3でのプレーとなった。同年11月8日、自身のイメージ通りのプレーができなくなったことを理由として、現役を引退する事を発表した。大分がJ3優勝（J2自動昇格圏）をかけて栃木SCと争っていた残り2試合というタイミングで発表することによって、チームを一丸にさせる狙いもあったという。現役最後の試合となった13日のJ3リーグ第29節Y.S.C.C.横浜戦では、ラスト6分間試合に出場した。サポーターからは高松がピッチに立つ前の試合時間残り10分を過ぎた頃から高松のチャントが歌われ始め、そのまま試合終了まで止む事は無かった。高松の狙い通り一丸となった 大分は残り2試合を全勝し、逆転でJ3優勝を果たした。

### 現役引退後
2017年1月10日、大分市役所にてスローガンを「スポーツを活かした街づくり」と掲げ、大分市議会議員選挙に無所属新人で出馬表明。2月19日の大分市議選において同市議選では過去最多となる13,653票を獲得し、トップで初当選した。当選後も会派には属さず無所属で活動している。議員活動と並行して、Jリーグ中継の大分ホームゲームでの解説者も不定期で務めている。2021年2月22日投開票の同市議選において5,888票、得票数2位で再選。
2023年、九州サッカーリーグ所属のジェイリースFCのクラブ・リレーションズ・オフィサーに就任。

## 人物・エピソード
- 大分スポーツ公園総合競技場のオープン後初ゴール、2003年1stステージ第3節・ガンバ大阪戦で大分のJ1初ゴール、2007年第29節・柏レイソル戦で大分のJ1ホーム戦通算100ゴール[28]、そして2008年のナビスコカップ決勝・清水エスパルス戦での決勝点となるゴールなど、節目となるゴールを多く決めた。2014年6月21日の大分のクラブ創立20周年記念試合として開催された愛媛戦でも得点を決めた。
- 2004年に一般女性と入籍している[7]。

## 所属クラブ
- 1990年 - 1995年 宇部市立岬小学校[5]
- 1994年 - 1996年 宇部市立常盤中学校[5]
- 1997年 - 1999年 多々良学園高校
  - 1999年 サンフレッチェ広島（強化指定選手）
- 2000年 - 2016年  大分トリニータ
  - 2011年  FC東京（期限付き移籍）

## 個人成績
| 国内大会個人成績 | 国内大会個人成績 | 国内大会個人成績 | 国内大会個人成績 | 国内大会個人成績 | 国内大会個人成績 | 国内大会個人成績 | 国内大会個人成績 | 国内大会個人成績 | 国内大会個人成績 | 国内大会個人成績 | 国内大会個人成績 |
| 年度             | クラブ           | 背番号           | リーグ           | リーグ戦         | リーグ戦         | リーグ杯         | リーグ杯         | オープン杯       | オープン杯       | 期間通算         | 期間通算         |
| 年度             | クラブ           | 背番号           | リーグ           | 出場             | 得点             | 出場             | 得点             | 出場             | 得点             | 出場             | 得点             |
| 日本             | 日本             | 日本             | 日本             | リーグ戦         | リーグ戦         | リーグ杯         | リーグ杯         | 天皇杯           | 天皇杯           | 期間通算         | 期間通算         |
| ---------------- | ---------------- | ---------------- | ---------------- | ---------------- | ---------------- | ---------------- | ---------------- | ---------------- | ---------------- | ---------------- | ---------------- |
| 1997             | 多々良学園高     |                  | -                | -                | -                | -                | -                | 1                | 0                | 1                | 0                |
| 2000             | 大分             | 29               | J2               | 6                | 1                | 0                | 0                | 1                | 0                | 7                | 1                |
| 2001             | 大分             | 29               | J2               | 22               | 8                | 2                | 1                | 0                | 0                | 24               | 9                |
| 2002             | 大分             | 13               | J2               | 33               | 6                | -                | -                | 3                | 0                | 36               | 6                |
| 2003             | 大分             | 13               | J1               | 26               | 4                | 3                | 1                | 0                | 0                | 29               | 5                |
| 2004             | 大分             | 13               | J1               | 24               | 8                | 2                | 1                | 2                | 0                | 28               | 9                |
| 2005             | 大分             | 13               | J1               | 21               | 5                | 3                | 1                | 1                | 0                | 25               | 6                |
| 2006             | 大分             | 13               | J1               | 29               | 12               | 5                | 1                | 2                | 0                | 36               | 13               |
| 2007             | 大分             | 13               | J1               | 30               | 8                | 4                | 1                | 2                | 2                | 36               | 11               |
| 2008             | 大分             | 13               | J1               | 16               | 0                | 5                | 2                | 0                | 0                | 21               | 2                |
| 2009             | 大分             | 13               | J1               | 21               | 3                | 0                | 0                | 1                | 1                | 22               | 4                |
| 2010             | 大分             | 13               | J2               | 18               | 3                | -                | -                | 1                | 0                | 19               | 3                |
| 2011             | FC東京           | 30               | J2               | 5                | 0                | -                | -                | 0                | 0                | 5                | 0                |
| 2012             | 大分             | 13               | J2               | 32               | 5                | -                | -                | 1                | 0                | 33               | 5                |
| 2013             | 大分             | 13               | J1               | 28               | 5                | 1                | 0                | 1                | 0                | 30               | 5                |
| 2014             | 大分             | 13               | J2               | 24               | 3                | -                | -                | 2                | 1                | 26               | 4                |
| 2015             | 大分             | 13               | J2               | 22               | 3                | -                | -                | 0                | 0                | 22               | 3                |
| 2016             | 大分             | 13               | J3               | 8                | 1                | -                | -                | 0                | 0                | 8                | 1                |
| 通算             | 日本             | 日本             | J1               | 195              | 45               | 23               | 7                | 9                | 3                | 225              | 55               |
| 通算             | 日本             | 日本             | J2               | 162              | 29               | 2                | 1                | 8                | 1                | 172              | 31               |
| 通算             | 日本             | 日本             | J3               | 8                | 1                | -                | -                | 0                | 0                | 8                | 1                |
| 通算             | 日本             | 日本             | 他               | -                | -                | -                | -                | 1                | 0                | 1                | 0                |
| 総通算           | 総通算           | 総通算           | 総通算           | 365              | 75               | 25               | 8                | 18               | 4                | 418              | 87               |

- 強化指定選手としての公式戦出場はなし

その他公式戦
- 2009年
  - パンパシフィックチャンピオンシップ2009 2試合1得点
- 2012年
  - J1昇格プレーオフ 1試合0得点
- 2015年
  - J2・J3入れ替え戦 2試合0得点

### 出場歴
- J1 初出場 - 2003年3月23日 1st第1節 ベガルタ仙台戦（仙台スタジアム）
  - 初得点 - 2003年4月12日 1st第3節 ガンバ大阪戦（大分スポーツ公園総合競技場）
- J2 初出場 - 2000年5月13日 第12節 モンテディオ山形戦（山形県総合運動公園陸上競技場）
  - 初得点 - 2000年5月21日 第14節 湘南ベルマーレ戦（平塚競技場）
- J3 初出場 - 2016年5月22日 第10節 セレッソ大阪U-23戦（キンチョウスタジアム）
  - 初得点 - 同上

## 代表歴

### 出場大会など
- U-22日本代表
  - 2003年
- U-23日本代表
  - 2004年 アテネオリンピックアジア最終予選、キリンチャレンジカップ2004、アテネオリンピック
- 日本代表
  - 2006年 AFCアジアカップ2007 (予選)[10]
  - 2007年 キリンチャレンジカップ2007[29]
- 日本代表候補 
  - 2008年[30]

### 試合数
- 国際Aマッチ 2試合 0得点 (2006年 - 2007年)

| 日本代表 | 国際Aマッチ | 国際Aマッチ |
| 年       | 出場        | 得点        |
| -------- | ----------- | ----------- |
| 2006     | 1           | 0           |
| 2007     | 1           | 0           |
| 通算     | 2           | 0           |

### 出場
| No. | 開催日         | 開催都市 | スタジアム                 | 対戦相手       | 結果 | 監督             | 大会                   |
| --- | -------------- | -------- | -------------------------- | -------------- | ---- | ---------------- | ---------------------- |
| 1.  | 2006年11月15日 | 北海道   | 札幌ドーム                 | サウジアラビア | ○3-1 | イビチャ・オシム | アジアカップ予選       |
| 2.  | 2007年08月22日 | 大分県   | 大分スポーツ公園総合競技場 | カメルーン     | ○2-0 | イビチャ・オシム | キリンチャレンジカップ |

## タイトル

### クラブ・チーム
多々良学園高校
- 山口県サッカー選手権大会 (1997年)

大分トリニータ
- Jリーグカップ (2008年)
- Jリーグ ディビジョン2 (2002年）
- J3リーグ (2016年)

FC東京
- 天皇杯 (2011年)
- Jリーグ ディビジョン2（2011年）

### 個人
- JリーグカップMVP (2008年)